# Tiziano Ferro
Tiziano Ferro (phát âm tiếng Ý: [titˈtsjaːno ˈfɛrro]; sinh ngày 21 tháng hai, năm 1980, Latina, Ý) là ca sĩ-nhạc sĩ, nhà sản xuất và tác giả người Ý. Anh nổi tiếng vào năm 2001 với đĩa đơn quốc tế  "Perdono" và trở nên thành công kể từ đó, nhất là ở quê nhà. Ferro phát hành một bản tiếng Tây Ban Nha cho mỗi album, ngoài ra anh còn hát cả tiếng Anh, tiếng Bồ Đào Nha và tiếng Pháp. Được biết đến như bộ mặt đại diện hiện đại của nền nhạc Pop Ý, Ferro thường xuyên viết bài hát cho những nghệ sĩ và đã sản xuất album cho Giusy Ferreri, Alessandra Amoroso và Baby K.
Ngoài thành công với tư cách là một nghệ sĩ, Ferro còn được biết tới với những khó khăn cá nhân. Thừa cân khi còn là thiếu niên, anh đã lên tiếng về việc chiến đấu với việc Nghiện thức ăn và Rối loạn ăn uống. Vào tháng năm 2006, một vài ý kiến của Ferro trong một cuộc phỏng vấn trên truyền hình Ý đã khiến anh trở thành đề tài bàn tán lớn ở nước ngoài, kết thúc của sự nghiệp đang nở rộ của anh ở Mỹ La tinh. Vào tháng 10 năm 2010, khi đang ở đỉnh cao của sự nổi tiếng, Ferro tuyên bố mình là người đồng tính, thừa nhận rằng anh đã không công khai bởi nỗi sợ rằng việc anh là người đồng tính không phù hợp với sự nghiệp âm nhạc của mình.
Ferro hiện một trong những nghệ sĩ bán chạy nhất ở Ý. Cả album thứ ba là Nessuno è solo và thứ tư Alla mia età đều được chứng nhận kim cương. Việc công khai là người đồng tính không ảnh hưởng xấu đến sự nghiệp của Ferro, khi album thứ năm L'amore è una cosa semplice trở thành album bán chạy nhất năm 2012 ở Ý, và album tuyển tập TZN - The best of Tiziano Ferro của anh đã có một tour diễn ở sân vân động. Tính đến năm 2015, Ferro đã bán hơn 15 triệu đĩa  trên toàn thế giới.